# Tacubaya (estación)
Tacubaya es una de las estaciones que forman parte del Metro de la Ciudad de México, es la correspondencia de la Línea 1, la Línea 7 y la Línea 9, siendo la terminal poniente de esta última. Se ubica al poniente de la Ciudad de México, en la alcaldía Miguel Hidalgo.

## Información general
El isotipo de la estación representa la silueta de un cántaro con agua. Se debe a que Tacubaya en náhuatl significa lugar donde se junta el agua y hace referencia a Atlacohuayan, pueblo prehispánico fundado por la zona donde se encuentra la estación.
En el transbordo de la línea 1 y 7 se encuentra el conjunto muralístico Del códice al mural, de Guillermo Ceniceros. 
En septiembre de 1970 esta estación funcionó como terminal de la línea 1, hasta que finalmente en junio de 1972 fue ampliada a Observatorio; mientras que en agosto de 1985 lo hizo en la línea 7 hasta que en diciembre de ese mismo año fue llevada a Barranca del Muerto en su tramo sur. Desde 1988 hasta ahora es la terminal provisional de la línea 9.

### Terminal Provisional
Según los planes previos del metro, la Línea 9 debió ampliarse hasta la estación Observatorio, esto para cumplir su objetivo por la cual fue concebida. Desahogar a la Línea 1, al ser de tipo expresa y paralela a dicha línea. Es esta la razón por la cual se pudo observar en la estación Tacubaya de la Línea 9, varios carteles que indicaban o hacían alusión de que la estación era una terminal provisional desde su inauguración en 1988 hasta 2021, cuando estas señalizaciones fueron renovadas, eliminando todo rastro de que esta estación fuera una "terminal provisional".

### Construcción
Tacubaya es la primera estación del sistema en inaugurarse con una solución más profunda y distinta a la solución subterránea convencional utilizada para las primeras estaciones subterráneas de las Líneas 1, 2 y 3, la solución túnel profundo. La primera estación Tacubaya perteneciente a la Línea 1, se construyó de esa manera, debido al tipo de suelo en la que se encuentra el barrio de Tacubaya, además debido a sus cercanías con el Anillo Periférico y el viaducto Río de la Piedad, era imposible hacer trabajos de excavación a cielo abierto, por lo que se tuvo que construir de esa forma. Su construcción sirvió como base para otras estaciones de otras líneas del metro posteriores a la Línea 1, para la construcción de la Línea 7 del Metro y también para la correspondencia de esta estación con la Línea 7 y Línea 9 del Metro.

### Remodelación
La estación de la Línea 1, permanece cerrada desde la noche del 9 de noviembre de 2023, debido a la remodelación que se está llevando a cabo desde el 2022, con la finalidad de rehabilitar y aumentar la vida útil de la primera línea del metro de la Ciudad de México, inaugurada entre 1969 y 1984. Se espera que las obras de la segunda fase de remodelación (Observatorio-Salto del Agua) concluya durante el año 2024, para finalmente reabrir toda línea completamente remodelada. Durante la remodelación están habilitadas varias rutas de autobuses de RTP y Metrobús para suplir la demanda de transporte.

## Incidentes
El 10 de marzo de 2020 un choque de dos trenes en la estación de la Línea 1 con dirección Observatorio dejó 41 heridos y una persona fallecida cuando uno de los vehículos impactó con otro que permanecía paralizado sin ningún avance.

## Patrimonio

#### Murales
En la Línea 1 se puede encontrar el gigantesco mural «Del códice al mural» del pintor duranguense Guillermo Ceniceros. Esta obra fue inaugurada en 1987. En sus 600 metros cuadrados se representa la peregrinación de los mexicas desde Aztlán hasta su llegada al Valle de México para fundar Tenochtitlán. El mural está realizado en acrílico sobre vidrio.

## Afluencia
En 2021, Tacubaya se convirtió en la 13° estación más utilizada de la red, al registrar una afluencia de 28,952 pasajeros que utilizaron esta estación a diario en su correspondencia con la Línea 9. Mientras que en su correspondencia con la Línea 1, se encuentra en al 21° estación más utilizada de la red, al registrar una afluencia de 20,224 pasajeros que utilizaron esta estación a diario en su correspondencia con la Línea 1.
También en 2021, en su correspondencia con Línea 7, se encuentra en la 27° estación menos utilizada de la red, al registrar una afluencia de 3,136 pasajeros que utilizaron esta estación a diario en su correspondencia con la Línea 7.
Las siguientes tablas muestran la afluencia de la estación (por línea) en los últimos 10 años:
| Afluencia Anual de Pasajeros (Línea 1) | Afluencia Anual de Pasajeros (Línea 1) | Afluencia Anual de Pasajeros (Línea 1) | Afluencia Anual de Pasajeros (Línea 1) | Afluencia Anual de Pasajeros (Línea 1) | Afluencia Anual de Pasajeros (Línea 1) |
| -------------------------------------- | -------------------------------------- | -------------------------------------- | -------------------------------------- | -------------------------------------- | -------------------------------------- |
| Año                                    | Afluencia                              | A Diario                               | Ranking                                | Incremento                             | Ref.                                   |
| 2024                                   | 0                                      | 0                                      | X                                      | -100.00%                               |                                        |
| 2023                                   | 6,452,370                              | 17,677                                 | 68°/187                                | +3.92%                                 | [ 7 ]                                  |
| 2022                                   | 6,208,767                              | 17,010                                 | 56°/175                                | -15.89%                                | [ 8 ]                                  |
| 2021                                   | 7,381,863                              | 20,224                                 | 21°/195                                | +7.49%                                 | [ 9 ]                                  |
| 2020                                   | 6,867,731                              | 18,764                                 | 32°/195                                | -44.48%                                | [ 10 ]                                 |
| 2019                                   | 12,369,808                             | 33,889                                 | 31°/195                                | -0.94%                                 | [ 11 ]                                 |
| 2018                                   | 12,486,567                             | 34,209                                 | 27°/195                                | -0.72%                                 | [ 12 ]                                 |
| 2017                                   | 12,577,366                             | 34,458                                 | 29°/195                                | -3.39%                                 | [ 13 ]                                 |
| 2016                                   | 13,018,121                             | 35,568                                 | 28°/195                                | -2.07%                                 | [ 14 ]                                 |
| 2015                                   | 13,293,703                             | 36,421                                 | 29°/195                                | +3.20%                                 | [ 15 ]                                 |

| Afluencia Anual de Pasajeros (Línea 7) | Afluencia Anual de Pasajeros (Línea 7) | Afluencia Anual de Pasajeros (Línea 7) | Afluencia Anual de Pasajeros (Línea 7) | Afluencia Anual de Pasajeros (Línea 7) | Afluencia Anual de Pasajeros (Línea 7) |
| -------------------------------------- | -------------------------------------- | -------------------------------------- | -------------------------------------- | -------------------------------------- | -------------------------------------- |
| Año                                    | Afluencia                              | A Diario                               | Ranking                                | Incremento                             | Ref.                                   |
| 2024                                   | -                                      | -                                      | -                                      | -                                      |                                        |
| 2023                                   | 1,882,564                              | 5,157                                  | 159°/187                               | +16.41%                                | [ 7 ]                                  |
| 2022                                   | 1,617,125                              | 4,430                                  | 163°/175                               | +41.25%                                | [ 8 ]                                  |
| 2021                                   | 1,144,856                              | 3,136                                  | 168°/195                               | -29.09%                                | [ 9 ]                                  |
| 2020                                   | 1,614,531                              | 4,411                                  | 180°/195                               | -31.31%                                | [ 10 ]                                 |
| 2019                                   | 2,350,325                              | 6,439                                  | 179°/195                               | -1.38%                                 | [ 11 ]                                 |
| 2018                                   | 2,383,106                              | 6,529                                  | 179°/195                               | +6.40%                                 | [ 12 ]                                 |
| 2017                                   | 2,239,783                              | 6,136                                  | 180°/195                               | -8.32%                                 | [ 13 ]                                 |
| 2016                                   | 2,443,127                              | 6,675                                  | 177°/195                               | -2.18%                                 | [ 14 ]                                 |
| 2015                                   | 2,497,451                              | 6,842                                  | 165°/195                               | -0.38%                                 | [ 15 ]                                 |

| Afluencia Anual de Pasajeros (Línea 9) | Afluencia Anual de Pasajeros (Línea 9) | Afluencia Anual de Pasajeros (Línea 9) | Afluencia Anual de Pasajeros (Línea 9) | Afluencia Anual de Pasajeros (Línea 9) | Afluencia Anual de Pasajeros (Línea 9) |
| -------------------------------------- | -------------------------------------- | -------------------------------------- | -------------------------------------- | -------------------------------------- | -------------------------------------- |
| Año                                    | Afluencia                              | A Diario                               | Ranking                                | Incremento                             | Ref.                                   |
| 2024                                   | -                                      | -                                      | -                                      | -                                      |                                        |
| 2023                                   | 18,176,022                             | 49,797                                 | 5°/187                                 | +12.42%                                | [ 7 ]                                  |
| 2022                                   | 16,168,449                             | 44,297                                 | 10°/175                                | +53.00%                                | [ 8 ]                                  |
| 2021                                   | 10,567,781                             | 28,952                                 | 13°/195                                | +0.33%                                 | [ 9 ]                                  |
| 2020                                   | 10,533,419                             | 28,779                                 | 15°/195                                | -35.52%                                | [ 10 ]                                 |
| 2019                                   | 16,335,719                             | 44,755                                 | 20°/195                                | -6.06%                                 | [ 11 ]                                 |
| 2018                                   | 17,390,292                             | 47,644                                 | 18°/195                                | -0.87%                                 | [ 12 ]                                 |
| 2017                                   | 17,542,320                             | 48,061                                 | 17°/195                                | -3.78%                                 | [ 13 ]                                 |
| 2016                                   | 18,231,719                             | 49,813                                 | 17°/195                                | +3.32%                                 | [ 14 ]                                 |
| 2015                                   | 17,645,401                             | 48,343                                 | 17°/195                                | -0.04%                                 | [ 15 ]                                 |

## Conectividad

### Salidas
- Por línea 1 al norponiente: calle Erasmo Castellanos Quinto (mercado Cartagena), colonia Tacubaya.
- Por línea 1 al nororiente: Avenida Parque Lira, colonia Tacubaya.
- Por línea 1 al surponiente: Avenida Jalisco y Rufina, colonia Tacubaya.
- Por línea 1 al suroriente: Avenida Parque Lira, colonia Tacubaya.
- Por línea 7 único: calle Doctora esquina Avenida Parque Lira, colonia Tacubaya.
- Por línea 9 al nororiente: Avenida Jalisco e Iturbide, colonia Tacubaya.
- Por línea 9 al suroriente: Avenida Jalisco y Mártires de la Conquista, colonia Tacubaya.
- Por línea 9 al norponiente: Avenida Jalisco y Manuel Dublán, colonia Tacubaya.
- Por línea 9 al surponiente: Avenida Parque Lira Avenida Jalisco y Tordo, colonia Tacubaya.

### Conexiones
Existen conexiones con las estaciones y paradas de diversos sistemas de transporte:
- Línea 2 del Metrobús.
- La estación cuenta con un Centro de transferencia modal (CETRAM)

## Sitios de interés
- Parque Lira
- Museo Casa de la Bola
- Museo Nacional de Cartografía